# Colla Jove de Castellers de Sitges
La Colla Jove de Castellers de Sitges es una Colla castellera fundada el año 1993 en Sitges (Garraf, Cataluña). Llevan la camisa de color vino. Las fiestas más importantes para la Colla se celebran el fin de semana anterior o posterior de la Festividad de Sant Jordi (23 de abril), de la Fiesta Mayor de Sant Bartomeu (24 de agosto) y la Fiesta Mayor de Santa Tecla (23 de septiembre), en el Cap de la Vila, plaza principal del pueblo. Asimismo, cierra su temporada castellera con la Diada Castellera de la Colla a finales de octubre. 

## Breve Historia
El 22 de agosto de 1993 la Colla Jove de Castellers de Sitges levantaba sus primeros castells (torres humanas) de seis pisos en Sitges, en un acto privado ante su local social, el Palau del Rei Moro. La Colla retomaba la afición castellera en Sitges después de la desaparición de los Castellers de Sitges el 1987. Al día siguiente, la Colla se presenta oficialmente, descargando el quatre de sis. El 23 de septiembre, por Santa Tecla, se carga la torre de sis. Y el 7 de noviembre en la primera Diada de la Colla', se descarga la torre de sis y se carga el primer castell de siete: el quatre de set. 
El 11 de septiembre de 1994 se descarga el primer castell de set en Llinars del Vallès y días más tarde llega el primer pilar de cinc. A partir de aquel momento la Jove de Sitges tiene una proyección imparable. En 1995 acontecerá una de las Colles revelación del año gracias al éxito de la Diada Especial del 13 de julio dónde la Jove de Sitges descarga el cinc i el quatre de set amb l'agulla, los dos al primer intento. Y el 29 de octubre llega la guinda de la temporada cargando por primera vez la torre de set. En 1996 se tomará la decisión de intentar el quatre de vuit. La consolidación de las estructuras de siete pisos dan pie a la Jove de intentarlo pero en las tres ocasiones en que levanta esta estructura el castell cae con el acotxador colocado. Aun así la Jove seguirá superando techos descargando el tres de set aixecat per sota 1997. En la Fiesta Mayor de 1998 logró la que, hasta el 2006, fue la mejor actuación de su trayectoria (cin de set, torre de set cargada y tres de set per sota cargado).
Desde aquel momento hasta la actualidad la Colla Jove de Castellers de Sitges es una Colla que ha consolidado los castells de set i mig. Su techo fue hasta el 2006 la torre de set, un castell que ha cargado en tres ocasiones los años 1995, 1998 y 2003, hasta la fecha del 24 de septiembre de 2006, en que ha logrado descargar su primer quatre de vuit de la historia.
En el 2006, la Jove consiguió los mayores éxitos de su historia, al descargar en dos ocasiones el quatre de vuit (el 24 de septiembre, con motivo de Santa Tecla, y el 29 de octubre, en la Diada de la Colla). Este gran éxito fue un punto de inflexión en la trayectoria de la colla, caracterizada desde los inicios como una expresión de lucha, orgullo, respeto y sacrificio. La Jove ha situado Sitges como la localidad más pequeña en tener una colla de 8, sin duda un gran logro reconocido por todo el món casteller, que también ha contribuido a situar esta plaza como una de las más importantes del universo casteller. 
En la Fiesta Mayor de 2007, la Jove de Sitges revalidó su condición de colla de 8, al cargar el quatre de vuit, el tercero de su historia, que aspiran a volver a descargar, junto con la torre de set en lo que falta de temporada. La Jove ha integrado este 2007 un gran número de nuevos castellers fruto de su nueva expansión. El ensayo antes de Fiesta Mayor contó con la presencia de casi 300 personas, y en la actuación de Fiesta Mayor sumaron más de 150 camisas de "color vi".
Y el objetivo se cumplió dos años después, ya que en la Diada de la Colla del 2009, la Jove de Sitges firmaba en un Cap de la Vila entregado una vez más a su colla la mejor actuación de su historia: quatre de vuit y cinc de set descargados, junto a la torre de 7 cargada.
En 2016 se iguala la mejor actuación del momento volviendo a descargar el 4d8 y el 5d7 dejando en cargada la torre de 7, que al año siguiente es dominada llegando a descargarse en 4 ocasiones.
En el año 2019, después de dos años sin hacer castell de 8, se recupera en la diada de la colla el quatre de vuit.

## LosCaps de Colla
- Ricard Baquès (1993-1994)
- Òscar Farrerons (1994-1996)
- Josep Ma Almiñana (1997)
- Santi Terraza (1998-1999)
- Òscar Farrerons (2000)
- Jordi Figueras (2001)
- Siscu Rosell (2002-2003)
- Nando Blasco (2004-2005)
- José Antonio Carrasco (2006-2009)
- Marc Estrada (2010)
- Santi Terraza (2011-2012)
- Jordi Figueras y Jordi Dólera (2013-2014)
- Marc Yll (2015-2016)
- Júlia Carmona y Marc Yll (2017-2018)
- Sergi Milà (2019-actual)

## Los Presidentes
- Valentí Mongay (1993) –fundador–
- Santi Terraza (1994-1997)
- Jordi Casterad (1998)
- Siscu Rosell (1998-2000)
- Rosa López (2000-2003)
- Gerard Coll (2004-2005)
- Santi Terraza (2006-2009)
- Quique Costea (2010-2011)
- Albert Barceló (2012-2013)
- Eduard Terrado (2014)
- Santi Terraza (2015-2016)
- Laura Ripoll (2017-2018)
- Dani Martínez (2019-actual)

## Enlaces de interés
- Jove de Castellers de Sitges

- Datos: Q5408133
- Multimedia: Colla Jove de Castellers de Sitges / Q5408133